# Football Club Aprilia Racing Club
Il Football Club Aprilia Racing Club S.r.l., meglio nota come Aprilia Racing o semplicemente Aprilia, è stata una società calcistica italiana con sede nella città di Aprilia, in provincia di Latina. Nel 2023 la società si è spostata ad Ardea, cambiando denominazione in Football Club Racing Ardea.
Fondata nel 1971 ha assunto l'attuale denominazione nel 2018 a seguito dell'acquisizione del titolo sportivo del Racing Fondi.
Il miglior risultato conseguito dalla squadra è stata la partecipazione a tre campionati di Lega Pro Seconda Divisione, ove il miglior piazzamento è costituito da un terzo posto.
I suoi colori sociali sono storicamente il bianco ed il celeste. Disputava le partite di casa allo stadio Quinto Ricci.

## Storia

### Le origini
La storia calcistica dell'Aprilia comincia negli anni trenta dopo la fondazione della città nel 1936, e dopo diversi anni fu l'"Oleificio Lara 4 Stelle" con la propria denominazione a farsi carico del calcio locale.
La società attuale è nata invece nel 1971 con la denominazione Associazione Calcio Aprilia, grazie ai fondatori Mario Cavicchioli, Nestore Portioli e Dino Lancioni che decisero di fare il grande passo, convinti dall'allora sindaco apriliano Vescovi di cedere a qualcuno l'"Oleificio Lara 4 Stelle", formazione aziendale locale. La favola biancoceleste cominciò con Portioli come primo presidente insieme a Furio Cristhovich come allenatore.
Gli anni '70 ed '80 non sono stati molto felici per le rondinelle costrette a vivacchiare nelle categorie minori dei dilettanti laziali.
Nella stagione di Promozione Lazio 1990-1991 l'Aprilia a fine campionato è approdata per la prima volta nella massima divisione regionale, dove è rimasta per un quinquennio.

### L'arrivo in Serie D
Nel 2001, i biancoazzurri approdarono per la prima volta in Serie D dove rimasero per 6 anni, poi, nella stagione di Serie D 2005-2006 arrivò la retrocessione all'ultimo posto in Eccellenza a causa degli incidenti accorsi dopo una gara disputata contro il Monterotondo che significarono per l'Aprilia la squalifica dello stadio per due anni, disputa delle partite casalinghe in campo neutro e a porte chiuse. Dopo tre stagioni di transizione Umberto Lazzarini nel 2009, al termine del campionato di Eccellenza Laziale, rilevò il titolo sportivo del Football Club Latina, che dopo la fusione tra Unione Sportiva Virtus Latina e la stessa Football Club Latina in Unione Sportiva Latina, venne ceduto al club con sede ad Aprilia, assumendo denominazione Football Club Rondinelle Latina, mentre la vecchia società A.C. Aprilia dal campionato successivo cambiò denominazione in Società Sportiva Vigor Cisterna con sede a Cisterna di Latina.
Il 26 maggio 2010, dopo un anno di transizione, il club assunse come denominazione Football Club Aprilia.

### Il professionismo
Un anno dopo, l'8 maggio 2011, la società conquista la sua prima storica promozione in Lega Pro Seconda Divisione, arrivando primo nel girone G della Serie D.
L'esordio nel campionato di Lega Pro Seconda Divisione 2011-2012 per i biancoazzurri neopromossi nella categoria è stato molto soddisfacente concludendo quinti e conservando un posto nei play-off per la promozione in Lega Pro Prima Divisione, cammino che nei play-off si ferma nella semifinale di ritorno con il Chieti.
Nel campionato di Lega Pro Seconda Divisione 2012-2013 l'Aprilia si piazza al terzo posto ma il cammino ai play-off per la promozione in Prima Divisione viene interrotto dal Teramo nella semifinale di ritorno.

Lo stemma utilizzato fino al 2018.

Il 2 dicembre 2013, Ferazzoli lascia l'incarico da allenatore della prima squadra rescindendo consensualmente il contratto con la società.
Il 4 dicembre 2013 la dirigenza comunica di aver affidato l'incarico di allenatore a Silvio Paolucci, lasciando Michele Bilotta al posto di vice allenatore.
Il 24 febbraio 2014, dopo la sconfitta per 2-1 sul campo del Melfi, Paolucci viene sollevato dall'incarico, e viene richiamato nuovamente Ferazzoli.
Nel campionato di Lega Pro Seconda Divisione 2013-2014, dopo tre anni consecutivi nella medesima categoria, non riesce ad ottenere la salvezza e retrocede in Serie D.

### Il ritorno tra i dilettanti
Nella stagione 2014-2015 l'Aprilia, guidata da Mauro Fattori, ottiene una salvezza tranquilla con una squadra prevalentemente costituita da giovani, al punto da vincere il Premio Nazionale "Giovani D valore".
Dopo essere retrocessi in Eccellenza nella stagione 2015-2016, la stagione successiva torna subito in Serie D vincendo i play-off nazionali.
Il 5 luglio 2018 annuncia il cambio di denominazione in F.C. Aprilia Racing Club S.r.l., dopo l'acquisizione del 90% delle azioni della società da parte di Antonio Pezone, già ex patron del Racing Club di Ardea, del Racing Roma e del Racing Fondi (in seguito al trasferimento del titolo sportivo di quest'ultimo).
Sotto la presidenza Pezone la società disputa diverse annate nel campionato di Serie D, senza però mai entusiasmare la Città, nonostante gli ingenti investimenti nel reclutare giocatori e tecnici. Nella stagione 2022-2023 la squadra parte sotto la guida tecnica di Ruben Oliveira che viene esonerato prima di iniziare il campionato, al suo posto arriva David Centioni. Il cambio di guida tecnica non sortisce gli effetti sperati tanto che anche il tecnico romano viene allontanato dopo una pesante sconfitta in terra sarda. Al suo posto arriva l'esperto Marco Mariotti che insieme al neo ds Enrico Pagliaroli, nonostante i 31 punti in 20 giornate  non riesce ad evitare la retrocessione in Eccellenza.
Nell'estate del 2023, causa contrasti con l'amministrazione comunale di Aprilia, per pagamenti e contestati per la concessione dello stadio, Pezone, sposta la squadra ad Ardea rinominandola FC Racing Ardea.

## Colori e simboli

### Colori
I colori sociali dell'Aprilia sono il bianco e il celeste.

### Simboli ufficiali

#### Stemma
Lo stemma dell'Aprilia, adottato nel 2018 a seguito del acquisizione della società da parte di Antonio Pezone è di forma circolare e contiene nel bordo blu la denominazione societaria e all'interno lo stemma del comune con le rondini che sono il simbolo della squadra.

## Strutture

### Stadio

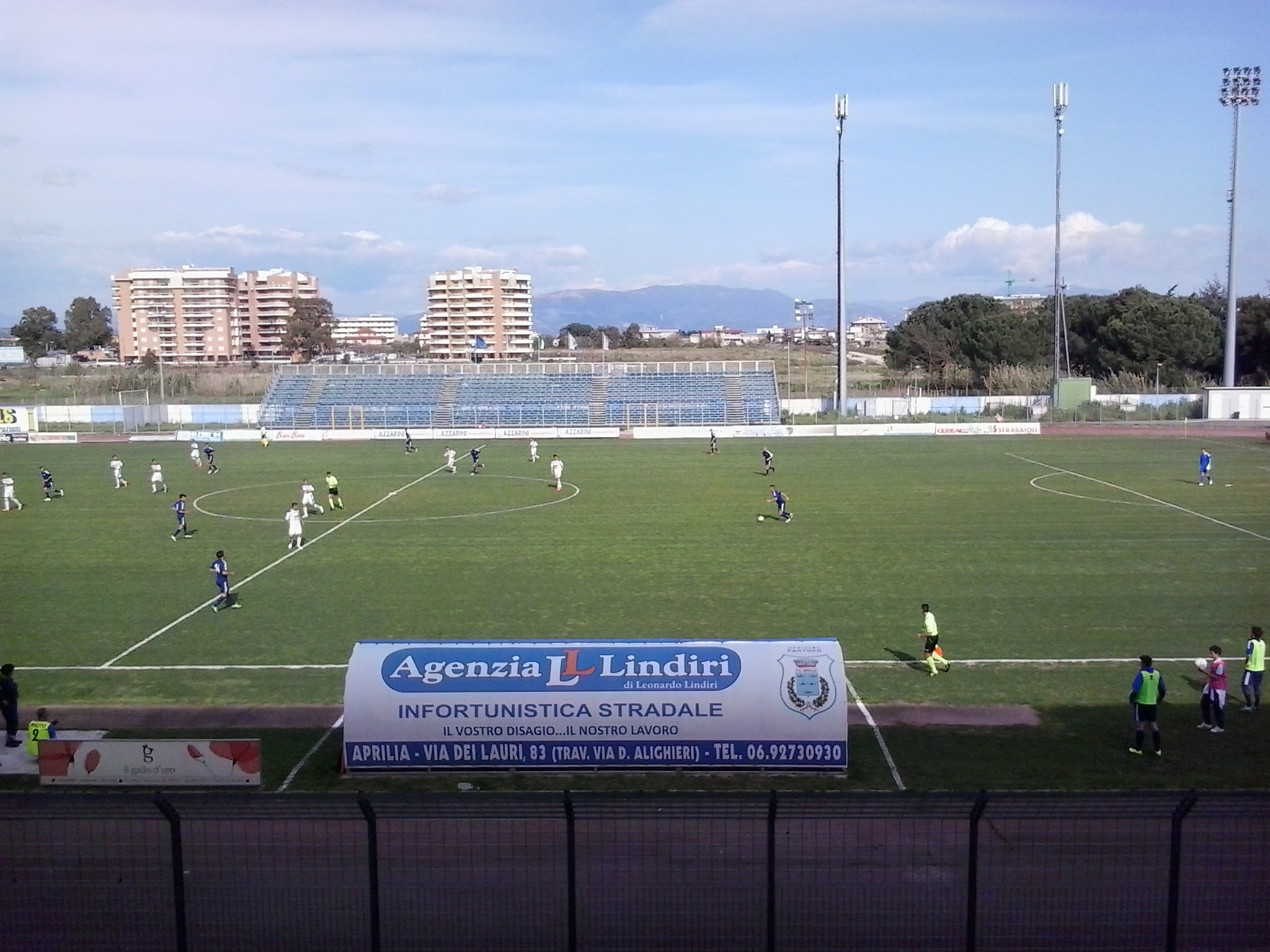
Veduta della tribuna centrale

L'Aprilia disputava le proprie partite casalinghe allo stadio Quinto Ricci, impianto dedicato al giocatore dell'Aprilia deceduto a Latina durante una gara di calcio. La sua capienza è di circa 5.554 posti.
Il primo campo sportivo di Aprilia si trovava in zona Largo dello Sport, poi negli anni settanta per problemi di ristrutturazione del “Quinto Ricci” fu allestito un altro impianto in zona Le Cave, precisamente sul terreno dell'ex presidente apriliano Dino Lancioni.
Per alcune partite del campionato 2011-2012 la squadra ha disputato le partite di casa allo stadio Domenico Purificato di Fondi.

### Centro di allenamento
L'Aprilia svolgeva i suoi allenamenti allo stadio Quinto Ricci.

## Società

### Organigramma societario
- Antonio Pezone - Presidente
- Marco Capparella - Amministratore
- Stefano Lumini - Segretario generale
- Enrico Pagliaroli- Direttore sportivo
- Mario Baldolini - Team manager
- Marco Ridolfi - Responsabile settore giovanile
- Paolo Arcivieri - Comunicazione & Area marketing

### Sponsor
| Cronologia degli sponsor tecnici - 1979-2010 ... - 2010-2011 Umbro - 2011-2012 Gems - 2012-2013 Adidas - 2013-2018 Legea - 2018- Frankie Garage Sport | Cronologia degli sponsor ufficiali - 1981-2010 ... - 2010-2016 Banca Popolare di Aprilia, Gruppo BPER - 2016-2018 Global Service - 2018- Groupama, fpa |

### Settore giovanile
Il miglior risultato raggiunto dal settore giovanile avviene il 15 giugno 2019 al Necchi di Forte dei Marmi, la Juniores Nazionale guidata da Giovanni Greco, si impone per 1 a 0 sul Chieri, vincendo per la prima volta nella storia del club lo scudetto di categoria, laureandosi campione d'Italia.

## Allenatori e presidenti
- 1971-1972  Orlando Barbieri
 Bruno Abbatini
- 1972-1973  Bruno Abbatini
- 1973-1974  Luigi Chiodi
 Nicola Lidozzi
- 1974-1975  Enzo Centomini
 Nicola Lidozzi
- 1975-1977  Bruno Abbatini
- 1977-1979  Franco Carnevali
- 1979-1980  Guido Riccioni
 Bruno Abbatini
- 1980-1981  Bruno Abbatini
- 1981-1982  Franco Carnevali
- 1982-1983  Romano Polizzano
 Gigi Pietrosanti
- 1983-1984  Bruno Federico
 Patriarca
- 1984-1985  Nicola Lidozzi
- 1985-1986  Nino Tamburini
 Gigi Pietrosanti
- 1986-1987  Maurizio Colantuono
- 1987-1988  Gianni Sassaroli
- 1988-1989  Nino Tamburini
 Elvezio Belardi
- 1989-1991  Gianni Sanavia
- 1991-1993  José Restelli
- 1993-1994  Paolo Borelli
 Tony Napoleoni
- 1994-1995  Di Prizio
 Ettore Clementi
- 1995-1996  Conte
 Ettore Clementi
 Alberto Pizzi
- 1996-1997  Alberto Drago
- 1997-2001  Paolo D'Este
- 2001-2002  Paolo D'Este
 Aldo Salerno
- 2002-2004  Michele Bilotta
- 2004-2005  Pierino Di Iorio
 Massimo Bindi
- 2005-2006  Massimo Bindi
- 2006-2007  Michele Bilotta
- 2007-2008  Michele Bilotta
 Gianluigi Staffa
- 2008-2009  Manolo Patalano
 Andrea Sciamanna
 Paolo Pellucchini
- 2009-2010  Massimo Bindi
 Sergio Pirozzi
- 2010-2011  Sergio Pirozzi
 Ezio Castellucci
- 2011-2012  Vincenzo Vivarini
- 2012-2013  Vincenzo Vivarini (1ª-23ª)
 Paolo Favaretto (24ª-34ª e play-out)
- 2013-2014  Giuseppe Ferazzoli (1ª-14ª)
 Silvio Paolucci (15ª-25ª)
 Giuseppe Ferazzoli (26ª-34ª)
- 2014-2015  Mauro Fattori
- 2015-2016  Mauro Fattori (1ª-17ª)
 Mauro Venturi (18ª-34ª)
- 2016-2018  Mauro Venturi
- 2018-2019  Mauro Venturi (1ª-5ª)
 Vincenzo Feola (6ª-28ª)
 Giuseppe Selvaggio (29ª-38ª)
- 2019-2020  Giuliano Giannichedda (precamp.)
 Giovanni Greco (1ª-20ª)
 Fabio Fratena (21ª-26ª)
- 2020-2021  Fabio Fratena (precamp.)
 Daniele Corvia (1ª)
 Giorgio Galluzzo (2ª-34ª)
- 2021-2022  Giorgio Galluzzo
- 2022-2023  Rubén Olivera (precamp.)
 David Centioni (1ª-8ª)
 Marco Mariotti (9ª-34ª)

- 1971-1972  Nestore Portioli
- 1972-1976  Alfredo Chiodi
- 1976-1979  Quinto Sabbatini
- 1979-1980  Dino Lancioni
- 1980-1982  Angelo Bianchi
- 1982-1983  Antonio Coppi
- 1983-1985  Giuseppe Catania
- 1985-1988  Giorgio Mauro
- 1988-1994  Gianfranco Brilli
- 1994-1999  Mario Stradaioli
- 1999-2004  Massimo Treiani
- 2004-2005  Rita Zanchi
- 2005-2006  Massimo Treiani
- 2006-2015  Umberto Lazzarini,  Mario Cavicchioli
- 2015-2018  Ivano Tassinari
- 2018-  Antonio Pezone

## Calciatori

### Capitani
- ... (1971-2012)
- Marco Croce (2012-2013)
- Antonio Montella (2013-2014)
- Francesco Montella (2014-2018)
- Rubén Olivera (2018-2022)

## Palmarès

### Competizioni interregionali
- Serie D: 1

2010-2011 (girone G)

### Competizioni regionali
- Eccellenza: 1

1999-2000 (girone B)
- Promozione: 1

1997-1998 (girone C)
- Prima Categoria: 3

1972-1973, 1977-1978, 1989-1990
- Seconda Categoria: 1

1987-1988
- Coppa Italia Dilettanti Lazio: 1

1997-1998

### Competizioni giovanili
- Campionato Juniores Nazionali: 1

2018-2019

## Statistiche e record

### Partecipazione ai campionati

#### Campionati nazionali
| Livello | Categoria                  | Partecipazioni | Debutto   | Ultima stagione | Totale |
| ------- | -------------------------- | -------------- | --------- | --------------- | ------ |
| 4º      | Lega Pro Seconda Divisione | 3              | 2011-2012 | 2013-2014       | 11     |
| 4º      | Serie D                    | 8              | 2014-2015 | 2022-2023       | 11     |
| 5º      | Serie D                    | 8              | 2000-2001 | 2010-2011       | 8      |

#### Campionati regionali
| Livello | Categoria         | Partecipazioni | Debutto   | Ultima stagione | Totale |
| ------- | ----------------- | -------------- | --------- | --------------- | ------ |
| I       | Eccellenza        | 11             | 1991-1992 | 2016-2017       | 23     |
| I       | Promozione        | 12             | 1973-1974 | 1990-1991       | 23     |
| II      | Prima Categoria   | 6              | 1971-1972 | 1989-1990       | 6      |
| III     | Seconda Categoria | 4              | 1984-1985 | 1987-1988       | 4      |

### Partecipazione alle coppe
| Torneo                | Partecipazioni | Debutto   | Ultima stagione | Totale |
| --------------------- | -------------- | --------- | --------------- | ------ |
| Coppa Italia Lega Pro | 3              | 2011-2012 | 2013-2014       | 3      |
| Coppa Italia Serie D  | 13             | 2000-2001 | 2019-2020       | 13     |
| Poule Scudetto        | 1              | 2010-2011 | 2010-2011       | 1      |

### Statistiche di squadra
A partire dal suo esordio in un campionato nella stagione 1971-1972 l'Aprilia ha disputato 49 stagioni sportive prendendo parte a 3 campionati professionistici e a 46 dilettantistici. Le stagioni a carattere interregionale a cui la squadra ha preso parte sono 16 mentre quelle a carattere regionale sono 33. La categoria più alta raggiunta dalla squadra è stata quella di quarto livello nella quale i migliori risultati ottenuti sono il terzo posto in Lega Pro Seconda Divisione nella stagione 2012-2013 e la disputa delle semifinali play-off per la promozione nel 2011 e nel 2012.

### Statistiche individuali
Il miglior marcatore dell'Aprilia nei campionati professionistici è Elio Calderini che ha messo ha segno 17 centri tra il 2011 e il 2013. Invece i giocatori con più presenze tra i professionisti sono Marco Criaco e Marco Croce che hanno totalizzato ciascuno 65 presenze rispettivamente nella stagione 2011-2012 e dal 2011 al 2013.

## Tifoseria

### Storia
Il principale gruppo della tifoseria organizzata dell'Aprilia è il Gruppo Hooligano Aprilia nato nel 1998. Nel 2018 a causa del cambio di nome la tifoseria organizzata smette di seguire la squadra.

### Gemellaggi e rivalità
La tifoseria biancoceleste intrattiene delle amicizie con le tifoserie del Latina, dell'Anzio e del Città di Castello.
Le rivalità, invece, si hanno con il Monterotondo, il Cassino, il Terracina e il Frosinone.